# Concacaf Nations League B 2023/2024
Concacaf Nations League B 2023/2024 var en fotbollslandslagsturnering som spelades mellan september och november 2023.

## Nationer
- Antigua och Barbuda
- Bahamas
- Barbados
- Belize
- Bermuda
- Dominikanska republiken
- Franska Guyana
- Guadeloupe
- Guyana
- Montserrat
- Nicaragua
- Puerto Rico
- Saint Kitts och Nevis
- Saint Lucia
- Saint Vincent och Grenadinerna
- Sint Maarten

## Grupper

### Grupp A
| Nr | Lag                   | S | V | O | F | GM | IM | MS  | P  |
| -- | --------------------- | - | - | - | - | -- | -- | --- | -- |
| 1  | Guadeloupe            | 6 | 5 | 0 | 1 | 16 | 3  | +13 | 15 |
| 2  | Saint Lucia           | 6 | 3 | 1 | 2 | 10 | 6  | +4  | 10 |
| 3  | Sint Maarten          | 6 | 2 | 0 | 4 | 6  | 15 | −9  | 6  |
| 4  | Saint Kitts och Nevis | 6 | 1 | 1 | 4 | 4  | 12 | −8  | 4  |

| 5           | 7 september 2023 | Sint Maarten            | 1 – 5           | Saint Lucia                                                                  | Stadion Rignaal 'Jean' Francisca                      |                                                       |
| 18:00 UTC−4 | 18:00 UTC−4      | Chovanie Amatkarijo 51′ | (0 – 1) Rapport | 45′, 48′, 89′ Dominic Poleon 57′ Reeco Hackett-Fairchild 75′ Ridel Stanislas | Willemstad (Curaçao) Domare: Ricangel de Leça (Aruba) | Willemstad (Curaçao) Domare: Ricangel de Leça (Aruba) |
| 18:00 UTC−4 | 18:00 UTC−4      |                         |                 |                                                                              | Willemstad (Curaçao) Domare: Ricangel de Leça (Aruba) | Willemstad (Curaçao) Domare: Ricangel de Leça (Aruba) |
| 18:00 UTC−4 | 18:00 UTC−4      |                         |                 |                                                                              | Willemstad (Curaçao) Domare: Ricangel de Leça (Aruba) | Willemstad (Curaçao) Domare: Ricangel de Leça (Aruba) |

| 4           | 7 september 2023 | Saint Kitts och Nevis   | 1 – 2           | Guadeloupe                              | SKNFA Technical Center                              |                                                     |
| 19:00 UTC−4 | 19:00 UTC−4      | Tiquanny Williams 45+2′ | (1 – 1) Rapport | 24′ Luther Archimede 77′ Taïryk Arconte | Basseterre Domare: Filiberto Martínez (El Salvador) | Basseterre Domare: Filiberto Martínez (El Salvador) |
| 19:00 UTC−4 | 19:00 UTC−4      |                         |                 |                                         | Basseterre Domare: Filiberto Martínez (El Salvador) | Basseterre Domare: Filiberto Martínez (El Salvador) |
| 19:00 UTC−4 | 19:00 UTC−4      |                         |                 |                                         | Basseterre Domare: Filiberto Martínez (El Salvador) | Basseterre Domare: Filiberto Martínez (El Salvador) |

| 21          | 10 september 2023 | Guadeloupe                                                                           | 4 – 0           | Sint Maarten | Stade Municipal de Sainte-Anne                   |                                                  |
| 15:30 UTC−4 | 15:30 UTC−4       | Matthias Phaëton 23′ (str.) Ange-Freddy Plumain 25′ (str.), 58′ Luther Archimède 40′ | (3 – 0) Rapport |              | Sainte-Anne Domare: Pierre-Luc Lauzière (Kanada) | Sainte-Anne Domare: Pierre-Luc Lauzière (Kanada) |
| 15:30 UTC−4 | 15:30 UTC−4       |                                                                                      |                 |              | Sainte-Anne Domare: Pierre-Luc Lauzière (Kanada) | Sainte-Anne Domare: Pierre-Luc Lauzière (Kanada) |
| 15:30 UTC−4 | 15:30 UTC−4       |                                                                                      |                 |              | Sainte-Anne Domare: Pierre-Luc Lauzière (Kanada) | Sainte-Anne Domare: Pierre-Luc Lauzière (Kanada) |

| 22          | 10 september 2023 | Saint Lucia                               | 2 – 0           | Saint Kitts och Nevis | Daren Sammy Cricket Ground                                       |                                                                  |
| 19:00 UTC−4 | 19:00 UTC−4       | Gregson President 49′ Ridel Stanislas 75′ | (0 – 0) Rapport |                       | Gros Islet Domare: Moeth Gaymes (Saint Vincent och Grenadinerna) | Gros Islet Domare: Moeth Gaymes (Saint Vincent och Grenadinerna) |
| 19:00 UTC−4 | 19:00 UTC−4       |                                           |                 |                       | Gros Islet Domare: Moeth Gaymes (Saint Vincent och Grenadinerna) | Gros Islet Domare: Moeth Gaymes (Saint Vincent och Grenadinerna) |
| 19:00 UTC−4 | 19:00 UTC−4       |                                           |                 |                       | Gros Islet Domare: Moeth Gaymes (Saint Vincent och Grenadinerna) | Gros Islet Domare: Moeth Gaymes (Saint Vincent och Grenadinerna) |

| 39          | 12 oktober 2023 | Sint Maarten                  | 2 – 3           | Saint Kitts och Nevis           | Raymond E. Guishard Technical Centre                                |                                                                     |
| 15:00 UTC−4 | 15:00 UTC−4     | Gerwin Lake 19′ Imar Kort 79′ | (1 – 1) Rapport | 16′, 48′, 68′ Tiquanny Williams | The Valley (Anguilla) Publik: 122 Domare: Josué Ugalde (Costa Rica) | The Valley (Anguilla) Publik: 122 Domare: Josué Ugalde (Costa Rica) |
| 15:00 UTC−4 | 15:00 UTC−4     |                               |                 |                                 | The Valley (Anguilla) Publik: 122 Domare: Josué Ugalde (Costa Rica) | The Valley (Anguilla) Publik: 122 Domare: Josué Ugalde (Costa Rica) |
| 15:00 UTC−4 | 15:00 UTC−4     |                               |                 |                                 | The Valley (Anguilla) Publik: 122 Domare: Josué Ugalde (Costa Rica) | The Valley (Anguilla) Publik: 122 Domare: Josué Ugalde (Costa Rica) |

| 38          | 12 oktober 2023 | Saint Lucia                              | 2 – 1           | Guadeloupe            | Daren Sammy Cricket Ground                               |                                                          |
| 20:00 UTC−4 | 20:00 UTC−4     | Caniggia Elva 45′ Jevick Mac Farlane 58′ | (1 – 1) Rapport | 29′ Jérôme Roussillon | Gros Islet Publik: 2 700 Domare: Oshane Nation (Jamaica) | Gros Islet Publik: 2 700 Domare: Oshane Nation (Jamaica) |
| 20:00 UTC−4 | 20:00 UTC−4     |                                          |                 |                       | Gros Islet Publik: 2 700 Domare: Oshane Nation (Jamaica) | Gros Islet Publik: 2 700 Domare: Oshane Nation (Jamaica) |
| 20:00 UTC−4 | 20:00 UTC−4     |                                          |                 |                       | Gros Islet Publik: 2 700 Domare: Oshane Nation (Jamaica) | Gros Islet Publik: 2 700 Domare: Oshane Nation (Jamaica) |

| 55          | 15 oktober 2023 | Guadeloupe                          | 2 – 0           | Saint Lucia | Stade Municipal de Sainte-Anne                               |                                                              |
| 15:30 UTC−4 | 15:30 UTC−4     | Ange-Freddy Plumain 52′ (str.), 71′ | (0 – 0) Rapport |             | Sainte-Anne Publik: 580 Domare: Nicolas Wassouf (Martinique) | Sainte-Anne Publik: 580 Domare: Nicolas Wassouf (Martinique) |
| 15:30 UTC−4 | 15:30 UTC−4     |                                     |                 |             | Sainte-Anne Publik: 580 Domare: Nicolas Wassouf (Martinique) | Sainte-Anne Publik: 580 Domare: Nicolas Wassouf (Martinique) |
| 15:30 UTC−4 | 15:30 UTC−4     |                                     |                 |             | Sainte-Anne Publik: 580 Domare: Nicolas Wassouf (Martinique) | Sainte-Anne Publik: 580 Domare: Nicolas Wassouf (Martinique) |

| 56          | 15 oktober 2023 | Saint Kitts och Nevis | 0 – 1           | Sint Maarten     | SKNFA Technical Center                   |                                          |
| 19:00 UTC−4 | 19:00 UTC−4     |                       | (0 – 1) Rapport | 32′ Ilounga Pata | Basseterre Domare: Yadel Martínez (Kuba) | Basseterre Domare: Yadel Martínez (Kuba) |
| 19:00 UTC−4 | 19:00 UTC−4     |                       |                 |                  | Basseterre Domare: Yadel Martínez (Kuba) | Basseterre Domare: Yadel Martínez (Kuba) |
| 19:00 UTC−4 | 19:00 UTC−4     |                       |                 |                  | Basseterre Domare: Yadel Martínez (Kuba) | Basseterre Domare: Yadel Martínez (Kuba) |

| 71          | 16 november 2023 | Saint Kitts och Nevis | 0 – 0   | Saint Lucia | SKNFA Technical Center                                  |                                                         |
| 19:00 UTC−4 | 19:00 UTC−4      |                       | Rapport |             | Basseterre Publik: 120 Domare: David Gómez (Costa Rica) | Basseterre Publik: 120 Domare: David Gómez (Costa Rica) |
| 19:00 UTC−4 | 19:00 UTC−4      |                       |         |             | Basseterre Publik: 120 Domare: David Gómez (Costa Rica) | Basseterre Publik: 120 Domare: David Gómez (Costa Rica) |
| 19:00 UTC−4 | 19:00 UTC−4      |                       |         |             | Basseterre Publik: 120 Domare: David Gómez (Costa Rica) | Basseterre Publik: 120 Domare: David Gómez (Costa Rica) |

| 72          | 16 november 2023 | Sint Maarten | 0 – 2           | Guadeloupe                                     | Wildey Turf                                               |                                                           |
| 19:00 UTC−4 | 19:00 UTC−4      |              | (0 – 0) Rapport | 65′ Ange-Freddy Plumain 90+5′ Matthias Phaëton | Wildey (Barbados) Publik: 28 Domare: Reon Radix (Grenada) | Wildey (Barbados) Publik: 28 Domare: Reon Radix (Grenada) |
| 19:00 UTC−4 | 19:00 UTC−4      |              |                 |                                                | Wildey (Barbados) Publik: 28 Domare: Reon Radix (Grenada) | Wildey (Barbados) Publik: 28 Domare: Reon Radix (Grenada) |
| 19:00 UTC−4 | 19:00 UTC−4      |              |                 |                                                | Wildey (Barbados) Publik: 28 Domare: Reon Radix (Grenada) | Wildey (Barbados) Publik: 28 Domare: Reon Radix (Grenada) |

| 84          | 19 november 2023 | Guadeloupe                                                                          | 5 – 0           | Saint Kitts och Nevis | Stade Municipal de Sainte-Anne               |                                              |
| 15:00 UTC−4 | 15:00 UTC−4      | Matthias Phaëton 19′ Taïryk Arconte 74′, 90′ Kilian Bevis 76′ Jérôme Roussillon 80′ | (1 – 0) Rapport |                       | Sainte-Anne Domare: Daniel Quintero (Mexiko) | Sainte-Anne Domare: Daniel Quintero (Mexiko) |
| 15:00 UTC−4 | 15:00 UTC−4      |                                                                                     |                 |                       | Sainte-Anne Domare: Daniel Quintero (Mexiko) | Sainte-Anne Domare: Daniel Quintero (Mexiko) |
| 15:00 UTC−4 | 15:00 UTC−4      |                                                                                     |                 |                       | Sainte-Anne Domare: Daniel Quintero (Mexiko) | Sainte-Anne Domare: Daniel Quintero (Mexiko) |

| 85          | 19 november 2023 | Saint Lucia       | 1 – 2           | Sint Maarten                            | Daren Sammy Cricket Ground              |                                         |
| 15:00 UTC−4 | 15:00 UTC−4      | Terell Thomas 12′ | (1 – 1) Rapport | 38′ Chovanie Amatkarijo 56′ Gerwin Lake | Gros Islet Domare: Marco Ortiz (Mexiko) | Gros Islet Domare: Marco Ortiz (Mexiko) |
| 15:00 UTC−4 | 15:00 UTC−4      |                   |                 |                                         | Gros Islet Domare: Marco Ortiz (Mexiko) | Gros Islet Domare: Marco Ortiz (Mexiko) |
| 15:00 UTC−4 | 15:00 UTC−4      |                   |                 |                                         | Gros Islet Domare: Marco Ortiz (Mexiko) | Gros Islet Domare: Marco Ortiz (Mexiko) |

### Grupp B
| Nr | Lag                     | S | V | O | F | GM | IM | MS  | P  |
| -- | ----------------------- | - | - | - | - | -- | -- | --- | -- |
| 1  | Nicaragua               | 6 | 5 | 1 | 0 | 17 | 1  | +16 | 16 |
| 2  | Dominikanska republiken | 6 | 3 | 1 | 2 | 14 | 6  | +8  | 10 |
| 3  | Montserrat              | 6 | 3 | 0 | 3 | 9  | 14 | −5  | 9  |
| 4  | Barbados                | 6 | 0 | 0 | 6 | 7  | 25 | −18 | 0  |

| 11          | 8 september 2023 | Dominikanska republiken | 0 – 2           | Nicaragua              | Estadio Olímpico Félix Sánchez                    |                                                   |
| 19:00 UTC−4 | 19:00 UTC−4      |                         | (0 – 2) Rapport | 38′, 41′ Óscar Acevedo | Santo Domingo Domare: Patrick Senecharles (Haiti) | Santo Domingo Domare: Patrick Senecharles (Haiti) |
| 19:00 UTC−4 | 19:00 UTC−4      |                         |                 |                        | Santo Domingo Domare: Patrick Senecharles (Haiti) | Santo Domingo Domare: Patrick Senecharles (Haiti) |
| 19:00 UTC−4 | 19:00 UTC−4      |                         |                 |                        | Santo Domingo Domare: Patrick Senecharles (Haiti) | Santo Domingo Domare: Patrick Senecharles (Haiti) |

| 12          | 8 september 2023 | Barbados                          | 2 – 3           | Montserrat                                        | Wildey Turf                                           |                                                       |
| 19:00 UTC−4 | 19:00 UTC−4      | Elijah Downey 8′ Thierry Gale 26′ | (2 – 1) Rapport | 6′, 90+8′ Lyle Taylor 81′ (sjm.) Shane Codrington | Wildey Domare: Ken Pennyfeather (Antigua och Barbuda) | Wildey Domare: Ken Pennyfeather (Antigua och Barbuda) |
| 19:00 UTC−4 | 19:00 UTC−4      |                                   |                 |                                                   | Wildey Domare: Ken Pennyfeather (Antigua och Barbuda) | Wildey Domare: Ken Pennyfeather (Antigua och Barbuda) |
| 19:00 UTC−4 | 19:00 UTC−4      |                                   |                 |                                                   | Wildey Domare: Ken Pennyfeather (Antigua och Barbuda) | Wildey Domare: Ken Pennyfeather (Antigua och Barbuda) |

| 24          | 11 september 2023 | Dominikanska republiken                        | 3 – 0           | Montserrat | Estadio Olímpico Félix Sánchez                |                                               |
| 19:00 UTC−4 | 19:00 UTC−4       | Jeriel Dorsett 3′ (sjm.) Dorny Romero 25′, 64′ | (2 – 0) Rapport |            | Santo Domingo Domare: Oshane Nation (Jamaica) | Santo Domingo Domare: Oshane Nation (Jamaica) |
| 19:00 UTC−4 | 19:00 UTC−4       |                                                |                 |            | Santo Domingo Domare: Oshane Nation (Jamaica) | Santo Domingo Domare: Oshane Nation (Jamaica) |
| 19:00 UTC−4 | 19:00 UTC−4       |                                                |                 |            | Santo Domingo Domare: Oshane Nation (Jamaica) | Santo Domingo Domare: Oshane Nation (Jamaica) |

| 23          | 11 september 2023 | Nicaragua                                                                       | 5 – 1           | Barbados         | Estadio Nacional de Fútbol              |                                         |
| 20:00 UTC−6 | 20:00 UTC−6       | Ariagner Smith 11′ Juan Luis Pérez 40′ Jaime Moreno 45+1′, 76′ Jacob Montes 69′ | (3 – 0) Rapport | 89′ Thierry Gale | Managua Domare: Bryan López (Guatemala) | Managua Domare: Bryan López (Guatemala) |
| 20:00 UTC−6 | 20:00 UTC−6       |                                                                                 |                 |                  | Managua Domare: Bryan López (Guatemala) | Managua Domare: Bryan López (Guatemala) |
| 20:00 UTC−6 | 20:00 UTC−6       |                                                                                 |                 |                  | Managua Domare: Bryan López (Guatemala) | Managua Domare: Bryan López (Guatemala) |

| 45          | 13 oktober 2023 | Montserrat | 0 – 3           | Nicaragua                                               | Wildey Turf                                               |                                                           |
| 15:00 UTC−4 | 15:00 UTC−4     |            | (0 – 1) Rapport | 5′ Juan Luis Pérez 72′ Harold Medina 90+4′ Jacob Montes | Wildey (Barbados) Publik: 60 Domare: Jorge Leira (Panama) | Wildey (Barbados) Publik: 60 Domare: Jorge Leira (Panama) |
| 15:00 UTC−4 | 15:00 UTC−4     |            |                 |                                                         | Wildey (Barbados) Publik: 60 Domare: Jorge Leira (Panama) | Wildey (Barbados) Publik: 60 Domare: Jorge Leira (Panama) |
| 15:00 UTC−4 | 15:00 UTC−4     |            |                 |                                                         | Wildey (Barbados) Publik: 60 Domare: Jorge Leira (Panama) | Wildey (Barbados) Publik: 60 Domare: Jorge Leira (Panama) |

| 46          | 13 oktober 2023 | Barbados | 0 – 5           | Dominikanska republiken                                                                      | Wildey Turf                                                |                                                            |
| 20:00 UTC−4 | 20:00 UTC−4     |          | (0 – 3) Rapport | 7′ Dorny Romero 21′ Edarlyn Reyes 45′ (sjm.) Ramón Griffith 57′ Heinz Mörschel 88′ Riki Alba | Wildey Publik: 1 215 Domare: Benjamin Whitty (Caymanöarna) | Wildey Publik: 1 215 Domare: Benjamin Whitty (Caymanöarna) |
| 20:00 UTC−4 | 20:00 UTC−4     |          |                 |                                                                                              | Wildey Publik: 1 215 Domare: Benjamin Whitty (Caymanöarna) | Wildey Publik: 1 215 Domare: Benjamin Whitty (Caymanöarna) |
| 20:00 UTC−4 | 20:00 UTC−4     |          |                 |                                                                                              | Wildey Publik: 1 215 Domare: Benjamin Whitty (Caymanöarna) | Wildey Publik: 1 215 Domare: Benjamin Whitty (Caymanöarna) |

| 57          | 16 oktober 2023 | Nicaragua                                                       | 3 – 0           | Montserrat | Estadio Nacional de Fútbol                                |                                                           |
| 20:00 UTC−6 | 20:00 UTC−6     | Juan Luis Pérez 38′ Luis Coronel 43′ Matías Moldskred Belli 48′ | (2 – 0) Rapport |            | Managua Publik: 12 457 Domare: José Valladares (Honduras) | Managua Publik: 12 457 Domare: José Valladares (Honduras) |
| 20:00 UTC−6 | 20:00 UTC−6     |                                                                 |                 |            | Managua Publik: 12 457 Domare: José Valladares (Honduras) | Managua Publik: 12 457 Domare: José Valladares (Honduras) |
| 20:00 UTC−6 | 20:00 UTC−6     |                                                                 |                 |            | Managua Publik: 12 457 Domare: José Valladares (Honduras) | Managua Publik: 12 457 Domare: José Valladares (Honduras) |

| 58          | 16 oktober 2023 | Dominikanska republiken                                     | 5 – 2           | Barbados                    | Estadio Cibao FC                                                  |                                                                   |
| 22:00 UTC−4 | 22:00 UTC−4     | Riki Alba 17′ Dorny Romero 30′, 48′, 79′ Heinz Mörschel 59′ | (2 – 1) Rapport | 10′ (str.), 66′ (str.) Gale | Santiago de los Caballeros Publik: 350 Domare: Nima Saghafi (USA) | Santiago de los Caballeros Publik: 350 Domare: Nima Saghafi (USA) |
| 22:00 UTC−4 | 22:00 UTC−4     |                                                             |                 |                             | Santiago de los Caballeros Publik: 350 Domare: Nima Saghafi (USA) | Santiago de los Caballeros Publik: 350 Domare: Nima Saghafi (USA) |
| 22:00 UTC−4 | 22:00 UTC−4     |                                                             |                 |                             | Santiago de los Caballeros Publik: 350 Domare: Nima Saghafi (USA) | Santiago de los Caballeros Publik: 350 Domare: Nima Saghafi (USA) |

| 77          | 17 november 2023 | Montserrat                                | 2 – 1           | Dominikanska republiken | Blakes Estate Stadium                              |                                                    |
| 15:00 UTC−4 | 15:00 UTC−4      | Brandon Barzey 37′ Kaleem Strawbridge 57′ | (1 – 0) Rapport | 75′ Edarlyn Reyes       | Plymouth Publik: 290 Domare: Yadel Martínez (Kuba) | Plymouth Publik: 290 Domare: Yadel Martínez (Kuba) |
| 15:00 UTC−4 | 15:00 UTC−4      |                                           |                 |                         | Plymouth Publik: 290 Domare: Yadel Martínez (Kuba) | Plymouth Publik: 290 Domare: Yadel Martínez (Kuba) |
| 15:00 UTC−4 | 15:00 UTC−4      |                                           |                 |                         | Plymouth Publik: 290 Domare: Yadel Martínez (Kuba) | Plymouth Publik: 290 Domare: Yadel Martínez (Kuba) |

| 78          | 17 november 2023 | Barbados | 0 – 4           | Nicaragua                                                                  | Wildey Turf                                          |                                                      |
| 19:00 UTC−4 | 19:00 UTC−4      |          | (0 – 2) Rapport | 22′ Junior Arteaga 43′ Nextaly Rodríguez 55′ Luis Coronel 59′ Jacob Montes | Wildey Domare: Kwinsi Williams (Trinidad och Tobago) | Wildey Domare: Kwinsi Williams (Trinidad och Tobago) |
| 19:00 UTC−4 | 19:00 UTC−4      |          |                 |                                                                            | Wildey Domare: Kwinsi Williams (Trinidad och Tobago) | Wildey Domare: Kwinsi Williams (Trinidad och Tobago) |
| 19:00 UTC−4 | 19:00 UTC−4      |          |                 |                                                                            | Wildey Domare: Kwinsi Williams (Trinidad och Tobago) | Wildey Domare: Kwinsi Williams (Trinidad och Tobago) |

| 89          | 20 november 2023 | Montserrat                                                                   | 4 – 2           | Barbados                           | Blakes Estate Stadium                        |                                              |
| 15:00 UTC−4 | 15:00 UTC−4      | Brandon Barzey 33′ Josiah Dyer 35′ Donervon Daniels 62′ Dominic Richmond 88′ | (2 – 0) Rapport | 47′ Rashad Jules 90+4′ Tajio James | Plymouth Domare: Ignacio Fuentes (Guatemala) | Plymouth Domare: Ignacio Fuentes (Guatemala) |
| 15:00 UTC−4 | 15:00 UTC−4      |                                                                              |                 |                                    | Plymouth Domare: Ignacio Fuentes (Guatemala) | Plymouth Domare: Ignacio Fuentes (Guatemala) |
| 15:00 UTC−4 | 15:00 UTC−4      |                                                                              |                 |                                    | Plymouth Domare: Ignacio Fuentes (Guatemala) | Plymouth Domare: Ignacio Fuentes (Guatemala) |

| 88          | 21 november 2023 | Nicaragua | 0 – 0   | Dominikanska republiken | Estadio Nacional de Fútbol                                    |                                                               |
| 20:00 UTC−6 | 20:00 UTC−6      |           | Rapport |                         | Managua Domare: Moeth Gaymes (Saint Vincent och Grenadinerna) | Managua Domare: Moeth Gaymes (Saint Vincent och Grenadinerna) |
| 20:00 UTC−6 | 20:00 UTC−6      |           |         |                         | Managua Domare: Moeth Gaymes (Saint Vincent och Grenadinerna) | Managua Domare: Moeth Gaymes (Saint Vincent och Grenadinerna) |
| 20:00 UTC−6 | 20:00 UTC−6      |           |         |                         | Managua Domare: Moeth Gaymes (Saint Vincent och Grenadinerna) | Managua Domare: Moeth Gaymes (Saint Vincent och Grenadinerna) |

### Grupp C
| Nr | Lag                            | S | V | O | F | GM | IM | MS | P  |
| -- | ------------------------------ | - | - | - | - | -- | -- | -- | -- |
| 1  | Franska Guyana                 | 6 | 3 | 1 | 2 | 10 | 6  | +4 | 10 |
| 2  | Saint Vincent och Grenadinerna | 6 | 3 | 0 | 3 | 13 | 14 | −1 | 9  |
| 3  | Bermuda                        | 6 | 2 | 2 | 2 | 8  | 9  | −1 | 8  |
| 4  | Belize                         | 6 | 2 | 1 | 3 | 5  | 7  | −2 | 7  |

| 13          | 8 september 2023 | Bermuda | 0 – 0   | Franska Guyana | Dame Flora Duffy National Sports Centre         |                                                 |
| 17:00 UTC−3 | 17:00 UTC−3      |         | Rapport |                | Devonshire Domare: Jefferson Escobar (Honduras) | Devonshire Domare: Jefferson Escobar (Honduras) |
| 17:00 UTC−3 | 17:00 UTC−3      |         |         |                | Devonshire Domare: Jefferson Escobar (Honduras) | Devonshire Domare: Jefferson Escobar (Honduras) |
| 17:00 UTC−3 | 17:00 UTC−3      |         |         |                | Devonshire Domare: Jefferson Escobar (Honduras) | Devonshire Domare: Jefferson Escobar (Honduras) |

| 14          | 8 september 2023 | Belize          | 1 – 2           | Saint Vincent och Grenadinerna                  | Stade Pierre-Aliker                                         |                                                             |
| 16:00 UTC−4 | 16:00 UTC−4      | Nana Mensah 18′ | (1 – 0) Rapport | 51′ Marlon Simmons 79′ (sjm.) Deshawon Nembhard | Fort-de-France (Martinique) Domare: Oliver Vergara (Panama) | Fort-de-France (Martinique) Domare: Oliver Vergara (Panama) |
| 16:00 UTC−4 | 16:00 UTC−4      |                 |                 |                                                 | Fort-de-France (Martinique) Domare: Oliver Vergara (Panama) | Fort-de-France (Martinique) Domare: Oliver Vergara (Panama) |
| 16:00 UTC−4 | 16:00 UTC−4      |                 |                 |                                                 | Fort-de-France (Martinique) Domare: Oliver Vergara (Panama) | Fort-de-France (Martinique) Domare: Oliver Vergara (Panama) |

| 31          | 12 september 2023 | Saint Vincent och Grenadinerna                       | 4 – 3           | Bermuda                                             | Arnos Vale Stadium                       |                                          |
| 15:30 UTC−4 | 15:30 UTC−4       | Oalex Anderson 40′, 42′, 45+2′ Jahvin Sutherland 63′ | (3 – 1) Rapport | 21′ Jai Bean 69′ Remy Coddington 74′ Lejaun Simmons | Kingstown Domare: Joseph Dickerson (USA) | Kingstown Domare: Joseph Dickerson (USA) |
| 15:30 UTC−4 | 15:30 UTC−4       |                                                      |                 |                                                     | Kingstown Domare: Joseph Dickerson (USA) | Kingstown Domare: Joseph Dickerson (USA) |
| 15:30 UTC−4 | 15:30 UTC−4       |                                                      |                 |                                                     | Kingstown Domare: Joseph Dickerson (USA) | Kingstown Domare: Joseph Dickerson (USA) |

| 30          | 12 september 2023 | Franska Guyana | 0 – 2           | Belize                                | Stade Municipal Dr. Edmard Lama                               |                                                               |
| 16:30 UTC−3 | 16:30 UTC−3       |                | (0 – 0) Rapport | 64′ Jordy Polanco 68′ Angelo Cappello | Remire-Montjoly Domare: Hakeem Harvey (Saint Kitts och Nevis) | Remire-Montjoly Domare: Hakeem Harvey (Saint Kitts och Nevis) |
| 16:30 UTC−3 | 16:30 UTC−3       |                |                 |                                       | Remire-Montjoly Domare: Hakeem Harvey (Saint Kitts och Nevis) | Remire-Montjoly Domare: Hakeem Harvey (Saint Kitts och Nevis) |
| 16:30 UTC−3 | 16:30 UTC−3       |                |                 |                                       | Remire-Montjoly Domare: Hakeem Harvey (Saint Kitts och Nevis) | Remire-Montjoly Domare: Hakeem Harvey (Saint Kitts och Nevis) |

| 47          | 13 oktober 2023 | Saint Vincent och Grenadinerna | 1 – 4           | Franska Guyana                                                       | Arnos Vale Stadium                                      |                                                         |
| 15:30 UTC−4 | 15:30 UTC−4     | Jahvin Sutherland 31′          | (1 – 3) Rapport | 7′ Thomas Némouthé 11′ Arnold Abelinti 42′ Loïc Baal 81′ Jules Haabo | Kingstown Publik: 2 500 Domare: Steffon Dewar (Jamaica) | Kingstown Publik: 2 500 Domare: Steffon Dewar (Jamaica) |
| 15:30 UTC−4 | 15:30 UTC−4     |                                |                 |                                                                      | Kingstown Publik: 2 500 Domare: Steffon Dewar (Jamaica) | Kingstown Publik: 2 500 Domare: Steffon Dewar (Jamaica) |
| 15:30 UTC−4 | 15:30 UTC−4     |                                |                 |                                                                      | Kingstown Publik: 2 500 Domare: Steffon Dewar (Jamaica) | Kingstown Publik: 2 500 Domare: Steffon Dewar (Jamaica) |

| 48          | 13 oktober 2023 | Belize | 0 – 1           | Bermuda           | FFB Stadium                                                     |                                                                 |
| 20:00 UTC−6 | 20:00 UTC−6     |        | (0 – 1) Rapport | 18′ Kane Crichlow | Belmopan Publik: 842 Domare: Juan Gabriel Calderón (Costa Rica) | Belmopan Publik: 842 Domare: Juan Gabriel Calderón (Costa Rica) |
| 20:00 UTC−6 | 20:00 UTC−6     |        |                 |                   | Belmopan Publik: 842 Domare: Juan Gabriel Calderón (Costa Rica) | Belmopan Publik: 842 Domare: Juan Gabriel Calderón (Costa Rica) |
| 20:00 UTC−6 | 20:00 UTC−6     |        |                 |                   | Belmopan Publik: 842 Domare: Juan Gabriel Calderón (Costa Rica) | Belmopan Publik: 842 Domare: Juan Gabriel Calderón (Costa Rica) |

| 64          | 16 oktober 2023 | Franska Guyana                                              | 3 – 2           | Saint Vincent och Grenadinerna | Stade Pierre-Aliker                                              |                                                                  |
| 19:00 UTC−4 | 19:00 UTC−4     | Thomas Némouthé 9′ (str.) Franz Gaubert 44′ Jules Haabo 76′ | (2 – 1) Rapport | 16′, 73′ Cornelius Stewart     | Fort-de-France (Martinique) Domare: Pierre-Luc Lauzière (Kanada) | Fort-de-France (Martinique) Domare: Pierre-Luc Lauzière (Kanada) |
| 19:00 UTC−4 | 19:00 UTC−4     |                                                             |                 |                                | Fort-de-France (Martinique) Domare: Pierre-Luc Lauzière (Kanada) | Fort-de-France (Martinique) Domare: Pierre-Luc Lauzière (Kanada) |
| 19:00 UTC−4 | 19:00 UTC−4     |                                                             |                 |                                | Fort-de-France (Martinique) Domare: Pierre-Luc Lauzière (Kanada) | Fort-de-France (Martinique) Domare: Pierre-Luc Lauzière (Kanada) |

| 65          | 17 oktober 2023 | Bermuda           | 1 – 1           | Belize                  | Dame Flora Duffy National Sports Centre     |                                             |
| 19:30 UTC−3 | 19:30 UTC−3     | Kane Crichlow 37′ | (1 – 0) Rapport | 75′ (str.) Eldon Reneau | Devonshire Domare: David Gómez (Costa Rica) | Devonshire Domare: David Gómez (Costa Rica) |
| 19:30 UTC−3 | 19:30 UTC−3     |                   |                 |                         | Devonshire Domare: David Gómez (Costa Rica) | Devonshire Domare: David Gómez (Costa Rica) |
| 19:30 UTC−3 | 19:30 UTC−3     |                   |                 |                         | Devonshire Domare: David Gómez (Costa Rica) | Devonshire Domare: David Gómez (Costa Rica) |

| 79          | 17 november 2023 | Bermuda                                              | 3 – 1           | Saint Vincent och Grenadinerna | Dame Flora Duffy National Sports Centre        |                                                |
| 18:30 UTC−4 | 18:30 UTC−4      | Ne-Jai Tucker 6′ Kane Crichlow 44′ Djair Parfitt 50′ | (2 – 1) Rapport | 34′ Nazir McBurnette           | Devonshire Domare: Jaime Herrera (El Salvador) | Devonshire Domare: Jaime Herrera (El Salvador) |
| 18:30 UTC−4 | 18:30 UTC−4      |                                                      |                 |                                | Devonshire Domare: Jaime Herrera (El Salvador) | Devonshire Domare: Jaime Herrera (El Salvador) |
| 18:30 UTC−4 | 18:30 UTC−4      |                                                      |                 |                                | Devonshire Domare: Jaime Herrera (El Salvador) | Devonshire Domare: Jaime Herrera (El Salvador) |

| 80          | 17 november 2023 | Belize                | 1 – 0           | Franska Guyana | FFB Stadium                                   |                                               |
| 20:00 UTC−6 | 20:00 UTC−6      | Eugene Martínez 90+6′ | (0 – 0) Rapport |                | Belmopan Domare: Jefferson Escobar (Honduras) | Belmopan Domare: Jefferson Escobar (Honduras) |
| 20:00 UTC−6 | 20:00 UTC−6      |                       |                 |                | Belmopan Domare: Jefferson Escobar (Honduras) | Belmopan Domare: Jefferson Escobar (Honduras) |
| 20:00 UTC−6 | 20:00 UTC−6      |                       |                 |                | Belmopan Domare: Jefferson Escobar (Honduras) | Belmopan Domare: Jefferson Escobar (Honduras) |

| 94          | 21 november 2023 | Franska Guyana                                      | 3 – 0           | Bermuda | Stade Pierre-Aliker                                           |                                                               |
| 15:00 UTC−4 | 15:00 UTC−4      | Albert Ajaiso 29′ Loïc Baal 49′ Joel Sarrucco 90+4′ | (1 – 0) Rapport |         | Fort-de-France (Martinique) Domare: José Torres (Puerto Rico) | Fort-de-France (Martinique) Domare: José Torres (Puerto Rico) |
| 15:00 UTC−4 | 15:00 UTC−4      |                                                     |                 |         | Fort-de-France (Martinique) Domare: José Torres (Puerto Rico) | Fort-de-France (Martinique) Domare: José Torres (Puerto Rico) |
| 15:00 UTC−4 | 15:00 UTC−4      |                                                     |                 |         | Fort-de-France (Martinique) Domare: José Torres (Puerto Rico) | Fort-de-France (Martinique) Domare: José Torres (Puerto Rico) |

| 95          | 21 november 2023 | Saint Vincent och Grenadinerna                  | 3 – 0           | Belize | Kirani James Athletic Stadium                                       |                                                                     |
| 15:00 UTC−4 | 15:00 UTC−4      | Diel Spring 3′ Kyle Edwards 84′ Oryan Velox 85′ | (1 – 0) Rapport |        | St. George's (Grenada) Domare: Kimbell Ward (Saint Kitts och Nevis) | St. George's (Grenada) Domare: Kimbell Ward (Saint Kitts och Nevis) |
| 15:00 UTC−4 | 15:00 UTC−4      |                                                 |                 |        | St. George's (Grenada) Domare: Kimbell Ward (Saint Kitts och Nevis) | St. George's (Grenada) Domare: Kimbell Ward (Saint Kitts och Nevis) |
| 15:00 UTC−4 | 15:00 UTC−4      |                                                 |                 |        | St. George's (Grenada) Domare: Kimbell Ward (Saint Kitts och Nevis) | St. George's (Grenada) Domare: Kimbell Ward (Saint Kitts och Nevis) |

### Grupp D
| Nr | Lag                 | S | V | O | F | GM | IM | MS  | P  |
| -- | ------------------- | - | - | - | - | -- | -- | --- | -- |
| 1  | Guyana              | 5 | 5 | 0 | 0 | 20 | 5  | +15 | 15 |
| 2  | Puerto Rico         | 6 | 4 | 0 | 2 | 22 | 10 | +12 | 12 |
| 3  | Antigua och Barbuda | 6 | 1 | 1 | 4 | 9  | 22 | −13 | 4  |
| 4  | Bahamas             | 5 | 0 | 1 | 4 | 7  | 21 | −14 | 1  |

| 15          | 9 september 2023 | Antigua och Barbuda   | 1 – 5           | Guyana                                                      | Sir Vivian Richards Stadium                    |                                                |
| 15:30 UTC−4 | 15:30 UTC−4      | Raheem Deterville 45′ | (1 – 3) Rapport | 14′, 29′ (str.), 87′ Omari Glasgow 33′, 62′ Kelsey Benjamin | Saint John's Domare: Mario Escobar (Guatemala) | Saint John's Domare: Mario Escobar (Guatemala) |
| 15:30 UTC−4 | 15:30 UTC−4      |                       |                 |                                                             | Saint John's Domare: Mario Escobar (Guatemala) | Saint John's Domare: Mario Escobar (Guatemala) |
| 15:30 UTC−4 | 15:30 UTC−4      |                       |                 |                                                             | Saint John's Domare: Mario Escobar (Guatemala) | Saint John's Domare: Mario Escobar (Guatemala) |

| 16          | 9 september 2023 | Bahamas                | 1 – 6           | Puerto Rico                                                                   | Thomas Robinson Stadium               |                                       |
| 18:00 UTC−4 | 18:00 UTC−4      | Christopher Rahming 2′ | (1 – 4) Rapport | 6′, 89′ Gerald Díaz 14′ Ricardo Rivera 35′, 86′ Joel Burgos 42′ Rodolfo Sulia | Nassau Domare: Julio Luna (Guatemala) | Nassau Domare: Julio Luna (Guatemala) |
| 18:00 UTC−4 | 18:00 UTC−4      |                        |                 |                                                                               | Nassau Domare: Julio Luna (Guatemala) | Nassau Domare: Julio Luna (Guatemala) |
| 18:00 UTC−4 | 18:00 UTC−4      |                        |                 |                                                                               | Nassau Domare: Julio Luna (Guatemala) | Nassau Domare: Julio Luna (Guatemala) |

| 32          | 12 september 2023 | Guyana                                                         | 3 – 2           | Bahamas                            | Synthetic Track and Field Facility      |                                         |
| 18:00 UTC−4 | 18:00 UTC−4       | Omari Glasgow 44′ Stephen Duke-McKenna 54′ Kelsey Benjamin 58′ | (1 – 1) Rapport | 39′ (str.), 86′ (str.) Wood Julmis | Leonora Domare: Shekiel Jokil (Surinam) | Leonora Domare: Shekiel Jokil (Surinam) |
| 18:00 UTC−4 | 18:00 UTC−4       |                                                                |                 |                                    | Leonora Domare: Shekiel Jokil (Surinam) | Leonora Domare: Shekiel Jokil (Surinam) |
| 18:00 UTC−4 | 18:00 UTC−4       |                                                                |                 |                                    | Leonora Domare: Shekiel Jokil (Surinam) | Leonora Domare: Shekiel Jokil (Surinam) |

| 33          | 12 september 2023 | Puerto Rico                                              | 5 – 0           | Antigua och Barbuda | Thomas Robinson Stadium                              |                                                      |
| 19:00 UTC−4 | 19:00 UTC−4       | Gerald Díaz 15′, 46′, 90′ Ricardo Rivera 39′ (str.), 43′ | (3 – 0) Rapport |                     | Nassau (Bahamas) Domare: Melvin Matamoros (Honduras) | Nassau (Bahamas) Domare: Melvin Matamoros (Honduras) |
| 19:00 UTC−4 | 19:00 UTC−4       |                                                          |                 |                     | Nassau (Bahamas) Domare: Melvin Matamoros (Honduras) | Nassau (Bahamas) Domare: Melvin Matamoros (Honduras) |
| 19:00 UTC−4 | 19:00 UTC−4       |                                                          |                 |                     | Nassau (Bahamas) Domare: Melvin Matamoros (Honduras) | Nassau (Bahamas) Domare: Melvin Matamoros (Honduras) |

| 49          | 14 oktober 2023 | Puerto Rico           | 1 – 3           | Guyana                                                      | SKNFA Technical Center                                                  |                                                                         |
| 15:00 UTC−4 | 15:00 UTC−4     | Leandro Antonetti 11′ | (1 – 0) Rapport | 60′ (str.) Omari Glasgow 63′ Kelsey Benjamin 85′ Deon Moore | Basseterre (Saint Kitts och Nevis) Domare: Ismael Cornejo (El Salvador) | Basseterre (Saint Kitts och Nevis) Domare: Ismael Cornejo (El Salvador) |
| 15:00 UTC−4 | 15:00 UTC−4     |                       |                 |                                                             | Basseterre (Saint Kitts och Nevis) Domare: Ismael Cornejo (El Salvador) | Basseterre (Saint Kitts och Nevis) Domare: Ismael Cornejo (El Salvador) |
| 15:00 UTC−4 | 15:00 UTC−4     |                       |                 |                                                             | Basseterre (Saint Kitts och Nevis) Domare: Ismael Cornejo (El Salvador) | Basseterre (Saint Kitts och Nevis) Domare: Ismael Cornejo (El Salvador) |

| 50          | 14 oktober 2023 | Bahamas         | 1 – 4           | Antigua och Barbuda                                                 | Thomas Robinson Stadium                             |                                                     |
| 18:00 UTC−4 | 18:00 UTC−4     | Wood Julmis 62′ | (0 – 3) Rapport | 3′, 9′ Javorn Stevens 43′ Thomas James Bramble 77′ Quinton Griffith | Nassau Publik: 438 Domare: Sergio Reyna (Guatemala) | Nassau Publik: 438 Domare: Sergio Reyna (Guatemala) |
| 18:00 UTC−4 | 18:00 UTC−4     |                 |                 |                                                                     | Nassau Publik: 438 Domare: Sergio Reyna (Guatemala) | Nassau Publik: 438 Domare: Sergio Reyna (Guatemala) |
| 18:00 UTC−4 | 18:00 UTC−4     |                 |                 |                                                                     | Nassau Publik: 438 Domare: Sergio Reyna (Guatemala) | Nassau Publik: 438 Domare: Sergio Reyna (Guatemala) |

| 67          | 17 oktober 2023 | Antigua och Barbuda                      | 2 – 2           | Bahamas                           | ABFA Technical Center                 |                                       |
| 15:30 UTC−4 | 15:30 UTC−4     | Josh Parker 54′ Thomas James Bramble 59′ | (0 – 1) Rapport | 5′ Nathan Wells 82′ Nahum Johnson | Piggotts Domare: Reon Radix (Grenada) | Piggotts Domare: Reon Radix (Grenada) |
| 15:30 UTC−4 | 15:30 UTC−4     |                                          |                 |                                   | Piggotts Domare: Reon Radix (Grenada) | Piggotts Domare: Reon Radix (Grenada) |
| 15:30 UTC−4 | 15:30 UTC−4     |                                          |                 |                                   | Piggotts Domare: Reon Radix (Grenada) | Piggotts Domare: Reon Radix (Grenada) |

| 66          | 17 oktober 2023 | Guyana                                                   | 3 – 1           | Puerto Rico     | SKNFA Technical Center                                                |                                                                       |
| 16:00 UTC−4 | 16:00 UTC−4     | Nathan Moriah-Welsh 48′ Deon Moore 76′ Omari Glasgow 85′ | (0 – 1) Rapport | 41′ Gerald Díaz | Basseterre (Saint Kitts och Nevis) Domare: Sergio Rozenhout (Surinam) | Basseterre (Saint Kitts och Nevis) Domare: Sergio Rozenhout (Surinam) |
| 16:00 UTC−4 | 16:00 UTC−4     |                                                          |                 |                 | Basseterre (Saint Kitts och Nevis) Domare: Sergio Rozenhout (Surinam) | Basseterre (Saint Kitts och Nevis) Domare: Sergio Rozenhout (Surinam) |
| 16:00 UTC−4 | 16:00 UTC−4     |                                                          |                 |                 | Basseterre (Saint Kitts och Nevis) Domare: Sergio Rozenhout (Surinam) | Basseterre (Saint Kitts och Nevis) Domare: Sergio Rozenhout (Surinam) |

| 81          | 18 november 2023 | Antigua och Barbuda                    | 2 – 3           | Puerto Rico                             | ABFA Technical Center                          |                                                |
| 15:00 UTC−4 | 15:00 UTC−4      | Dion Pereira 52′ Raheem Deterville 54′ | (0 – 2) Rapport | 7′, 58′ Wilfredo Rivera 33′ Darren Ríos | Piggotts Domare: Benjamin Whitty (Caymanöarna) | Piggotts Domare: Benjamin Whitty (Caymanöarna) |
| 15:00 UTC−4 | 15:00 UTC−4      |                                        |                 |                                         | Piggotts Domare: Benjamin Whitty (Caymanöarna) | Piggotts Domare: Benjamin Whitty (Caymanöarna) |
| 15:00 UTC−4 | 15:00 UTC−4      |                                        |                 |                                         | Piggotts Domare: Benjamin Whitty (Caymanöarna) | Piggotts Domare: Benjamin Whitty (Caymanöarna) |

| 96          | 21 november 2023 | Guyana | 6 – 0           | Antigua och Barbuda | Estadio Olímpico Félix Sánchez                                             |                                                                            |
| 20:00 UTC−4 | 20:00 UTC−4      | Kelsey Benjamin 7′ Omari Glasgow 36′ Nathan Moriah-Welsh 45′ Osaze De Rosario 67′ Leo Lovell 90′ Deon Moore 90+3′ | (3 – 0) Rapport |                     | Santo Domingo (Dominikanska republiken) Domare: Sergio Rozenhout (Surinam) | Santo Domingo (Dominikanska republiken) Domare: Sergio Rozenhout (Surinam) |
| 20:00 UTC−4 | 20:00 UTC−4      | |                 |                     | Santo Domingo (Dominikanska republiken) Domare: Sergio Rozenhout (Surinam) | Santo Domingo (Dominikanska republiken) Domare: Sergio Rozenhout (Surinam) |
| 20:00 UTC−4 | 20:00 UTC−4      | |                 |                     | Santo Domingo (Dominikanska republiken) Domare: Sergio Rozenhout (Surinam) | Santo Domingo (Dominikanska republiken) Domare: Sergio Rozenhout (Surinam) |

| 97          | 21 november 2023 | Puerto Rico                                                                           | 6 – 1           | Bahamas           | Juan Ramón Loubriel Stadium             |                                         |
| 20:00 UTC−4 | 20:00 UTC−4      | Ricardo Rivera 2′, 6′, 19′ Darren Ríos 39′ Gerald Díaz 74′ Wilfredo Rivera 77′ (str.) | (4 – 0) Rapport | 53′ Marcel Joseph | Bayamón Domare: Steffon Dewar (Jamaica) | Bayamón Domare: Steffon Dewar (Jamaica) |
| 20:00 UTC−4 | 20:00 UTC−4      |                                                                                       |                 |                   | Bayamón Domare: Steffon Dewar (Jamaica) | Bayamón Domare: Steffon Dewar (Jamaica) |
| 20:00 UTC−4 | 20:00 UTC−4      |                                                                                       |                 |                   | Bayamón Domare: Steffon Dewar (Jamaica) | Bayamón Domare: Steffon Dewar (Jamaica) |

| 82 |  | Bahamas | Inställd | Guyana | Estadio Olímpico Félix Sánchez                                       |                                                                      |
|    |  |         | Rapport  |        | Santo Domingo (Dominikanska republiken) Domare: Rubiel Vazquez (USA) | Santo Domingo (Dominikanska republiken) Domare: Rubiel Vazquez (USA) |
|    |  |         |          |        | Santo Domingo (Dominikanska republiken) Domare: Rubiel Vazquez (USA) | Santo Domingo (Dominikanska republiken) Domare: Rubiel Vazquez (USA) |
|    |  |         |          |        | Santo Domingo (Dominikanska republiken) Domare: Rubiel Vazquez (USA) | Santo Domingo (Dominikanska republiken) Domare: Rubiel Vazquez (USA) |

## Statistik

### Skytteligan
7 mål
- Omari Glasgow

6 mål
| - Dorny Romero - Gerald Díaz | - Ricardo Rivera |

5 mål
- Ange-Freddy Plumain

4 mål
| - Thierry Gale - Kelsey Benjamin | - Tiquanny Williams |

3 mål
| - Wood Julmis - Kane Crichlow - Taïryk Arconte - Matthias Phaëton - Deon Moore - Jacob Montes | - Juan Luis Pérez - Joel Burgos - Wilfredo Rivera - Dominic Poleon - Oalex Anderson |

2 mål
| - Thomas James Bramble - Raheem Deterville - Javorn Stevens - Riki Alba - Heinz Mörschel - Edarlyn Reyes - Loïc Baal - Jules Haabo - Thomas Némouthé - Luther Archimède - Jérôme Roussillon - Nathan Moriah-Welsh | - Brandon Barzey - Lyle Taylor - Óscar Acevedo - Luis Coronel - Jaime Moreno - Darren Ríos - Ridel Stanislas - Cornelius Stewart - Jahvin Sutherland - Chovanie Amatkarijo - Gerwin Lake |

1 mål
| - Quinton Griffith - Josh Parker - Dion Pereira - Nahum Johnson - Marcel Joseph - Christopher Rahming - Nathan Wells - Elijah Downey - Tajio James - Rashad Jules - Angelo Cappello - Nana Mensah - Jordy Polanco - Eldon Reneau - Eugene Martínez - Jai Bean - Remy Coddington - Djair Parfitt-Williams - Lejaun Simmons - Ne-Jai Tucker - Arnold Abelinti - Albert Ajaiso - Franz Gaubert - Joel Sarrucco - Kilian Bevis - Osaze De Rosario | - Stephen Duke-McKenna - Leo Lovell - Donervon Daniels - Josiah Dyer - Dominic Richmond - Kaleem Strawbridge - Junior Arteaga - Harold Medina - Matías Moldskred Belli - Nextaly Rodríguez - Ariagner Smith - Leandro Antonetti - Rodolfo Sulia - Caniggia Elva - Reeco Hackett-Fairchild - Jevick Mac Farlane - Gregson President - Terell Thomas - Kyle Edwards - Nazir McBurnette - Marlon Simmons - Diel Spring - Oryan Velox - Imar Kort - Ilounga Pata |

Självmål
| - Roneba Cordice (mot Guyana) - Shane Codrington (mot Montserrat) - Ramón Griffith (against Dominikanska republiken) | - Deshawon Nembhard (mot Saint Vincent och Grenadinerna) - Jeriel Dorsett (mot Dominikanska republiken) |

## Anmärkningslista
1. ↑  Matchen mellan Saint Lucia och Guadeloupe, var ursprungligen planerad att sparkas igång klockan 17:00 UTC−4,[2] men sköts upp till 20:00 UTC−4.[3]
2. 1 2  Ordningen på matcherna mellan Dominikanska republiken och Montserrat har bytt plats med varandra från det ursprungliga spelschemat.[2][8]
3. ↑  Matchen mellan Barbados och Dominikanska republiken, var ursprungligen planerad att sparkas igång klockan 19:00 UTC−4,[2] men sköts upp till 20:00 UTC−4.[10]
4. 1 2  Matchen mellan Dominikanska republiken och Barbados, var ursprungligen planerad att sparkas igång klockan 20:00 UTC−4 på Estadio Complejo Deportivo Moca 86 i Moca,[13] men på grund av kraftigt regn sköts matchen upp till 22:00 UTC−4 och flyttades till Estadio Cibao FC i Santiago de los Caballeros.[14]
5. ↑  Matchen mellan Bermuda och Franska Guyana, var ursprungligen planerad att sparkas igång klockan 20:30 UTC−3,[2] men tidigarelades till 17:00 UTC−3.[17]
6. ↑  Matchen mellan Belize och Saint Vincent och Grenadinerna, var ursprungligen planerad att sparkas igång klockan 17:00 UTC−4,[2] men tidigarelades till 16:00 UTC−4[17]
7. ↑  Matchen mellan Franska Guyana och Saint Vincent och Grenadinerna, var ursprungligen planerad att sparkas igång klockan 17 oktober 2023 klockan 15:00 UTC−4,[2] men tidigarelades till 16 oktober 2023 klockan 19:00 UTC−4.
8. ↑  Matchen mellan Bahamas och Guyana var ursprungligen planerad att spelas den 19 november 2023 klockan 18:00 UTC−4 men sköts upp på grund av flera dagar med regnoväder.[21]. Den 19 april 2024 meddelade Concacaf att matchen ställts in.[22]